# Frank Wilhelm
Pour les articles homonymes, voir Wilhelm.
Frank Wilhelm, né à Echternach (Grand-duché de Luxembourg) le 11 septembre 1947, est docteur "ès francophonie" de l’Université de Paris IV et professeur de littérature française (XVIIIe siècle, romantisme et comparatisme, francophonie, iconographie du grand-duché de Luxembourg) à la Faculté des lettres de l’Université du Luxembourg. Sa thèse de doctorat est intitulée Étude sur la littérature luxembourgeoise d'expression française.
Il est également responsable du Centre d’études et de recherches françaises et francophones en littérature et linguistique, collaborateur scientifique externe du Centre national de littérature et vice-président des Amis de la maison de Victor Hugo à Vianden.
Frank Wilhelm publie également sous le pseudonyme François Guillaume, la traduction en français de son nom luxembourgeois.

## Distinctions
- Prix 2001 de l’Académie européenne de poésie
- Personnalité Richelieu 2002.
- Chevalier dans l'Ordre de la Pléiade 2006

## Publications
- (Avec le Pr Tony Bourg) Le Grand-Duché de Luxembourg dans les carnets de Victor Hugo, Luxembourg, [1985].
- Le Luxembourg et l'étranger. Présences et contacts, Luxembourg, 1987.
- (Sous le pseudonyme de François Guillaume)  "Bergers de mots français", dans Francophonie vivante, 1990.
- Derrière [sic] les coulisses de la création romanesque luxembourgeoise de langue française, in: Ré-création, n° 7 (1991), Diekirch (L); pp. 87-106 (ill.).
- Le Théâtre au théâtre. Le cinéma au cinéma, actes du colloque de Luxembourg (10 et 11 novembre 1995), Carnières-Morlanwelz (B), Luxembourg, 1998.
- « La Francophonie du Grand-Duché de Luxembourg », Cahiers francophones d’Europe centre-orientale, Pécs (H), Vienne (A), 1999.
- Victor Hugo et l'idée des États-Unis d’Europe, Luxembourg, 2000.
- Les poètes luxembourgeois et Victor Hugo, in: Nouvelles pages de la S.E.L.F. (Société des écrivains luxembourgeois de langue française), 12/13, Luxembourg; pp. 105-143 (ill.).
- Victor Hugo et le Grand-Duché de Luxembourg. Dessins et lavis, catalogue de l’exposition organisée au Musée national d’histoire et d’art du 30 novembre 2002 au 12 janvier 2003, Luxembourg, 2002.
- [sous le pseudonyme de François Guillaume], Du Tour de Frantz au Tour de Gaul en passant par le Géant de Colombes. Les cyclistes luxembourgeois dans la Grande Boucle et dans la littérature francophone. À l’occasion du centenaire de l’épreuve, Diekirch, 2003.
- « … avoir pour patrie le monde et pour nation l’humanité », Actualité[s] de Victor Hugo. Actes du colloque de Luxembourg-Vianden, 8-11 novembre 2002, Paris, 2004.
- « La littérature francophone luxembourgeoise et son positionnement  problématique », dans L’Amuse-Bouche : La revue française de Yale. The French Language Journal at Yale University, 1(1), pp. 99-112, 2010.